# Carry Fire
Carry Fire es el undécimo álbum de estudio del cantante británico de rock Robert Plant, publicado en 2017 por los sellos Nonesuch y Warner Bros. Records. Es la segunda producción de estudio grabada con su banda de apoyo Sensational Space Shifters, y al igual que el antecesor el nombre del grupo no aparece acreditada en la portada del disco.

## Recepción comercial
Luego de ser puesto a la venta logró buenas posiciones en los distintos mercados del mundo, pero principalmente europeos, como por ejemplo llegó hasta el tercer lugar de la lista inglesa UK Albums Chart. Por su parte, en los Estados Unidos solo llegó hasta el puesto 14 de los Billboard 200. Para promocionarlo, a mediados de agosto de 2017 se lanzó a través de internet el único sencillo del álbum «The May Queen».

## Comentario de la crítica
El disco recibió positivas reseñas de la prensa especializada, ya que posee un puntaje de 84 sobre 100 en la página Metacritic a partir de quince críticas profesionales. Stephen Thomas Erlewine de Allmusic comparó  la calidad musical con el disco predecesor, aunque lo consideró como menos melancólico. David Stubbs de la revista Classic Rock le otorgó cuatro estrellas de un total de cinco y lo nombró «...tan bueno como se podría esperar de Robert Plant en 2017». Por su parte, tanto The Independent y The Guardian destacaron la calidad compositiva del álbum, considerando que  Carry Fire aborda problemas más grandes. En cambio, Josh Hurst de Slant Magazine destacó el gusto de Plant por los temas fantásticos y la tradición folclórica que tratan sus canciones afirmando que todo ello derivó que el disco sea «uno de sus álbumes mejores logrados y casualmente ambicioso». Igualmente, Lisa Nguyen de Paste afirmó que con este disco «Plant entre en un foro de profunda reflexión, sobre donde ha estado y lo que ha visto y sentido». Chris Ingalls de PopMatters destacó que «todavía es un alivio escuchar algo tan fresco de un artista legendario con mucho gas creativo en el tanque». Por su parte, la revista Rolling Stone lo incluyó en el puesto 32 de su lista los 50 mejores álbumes de 2017, en cuya revisión se mencionó que: «...demuestra que el poder atlético de Plant, como su idealismo musical, arde sin disminuir».

## Lista de canciones
| N.º | Título                                                   | Escritor(es)                                | Duración |  |
| 1.  | «The May Queen»                                          | Plant, Adams, Baggott, Fuller, Tyson        | 4:14     |  |
| 2.  | «New World...»                                           | Plant, Baggott, Fuller, Smith, Tyson        | 3:29     |  |
| 3.  | «Season's Song»                                          | Plant, Adams, Baggott, Fuller, Tyson        | 4:19     |  |
| 4.  | «Dance with You Tonight»                                 | Plant, Adams, Baggott, Fuller, Smith, Tyson | 4:48     |  |
| 5.  | «Carving up the World Again... A Wall and Not a Fence»   | Plant, Adams, Baggott, Fuller, Tyson        | 3:55     |  |
| 6.  | «A Way with Words»                                       | Plant, Adams, Baggott                       | 5:18     |  |
| 7.  | «Carry Fire»                                             | Plant, Adams, Baggott, Fuller, Smith, Tyson | 5:28     |  |
| 8.  | «Bones of Saints»                                        | Plant, Adams, Fuller, Smith, Tyson          | 3:47     |  |
| 9.  | «Keep It Hid»                                            | Plant, Adams, Baggott                       | 4:07     |  |
| 10. | «Bluebirds over the Mountain» (dueto con Chrissie Hynde) | Ersel Hickey                                | 4:58     |  |
| 11. | «Heaven Sent»                                            | Plant, Adams, Baggott, Fuller, Smith, Tyson | 4:39     |  |

## Posicionamiento en listas musicales
| País            | Lista (2017)                     | Posición |
| --------------- | -------------------------------- | -------- |
| Alemania        | Media Control Charts             | 10       |
| Austria         | Ö3 Austria Top 40                | 13       |
| Australia       | ARIA Charts                      | 16       |
| Bélgica         | Ultratop (Valonia)               | 12       |
| Bélgica         | Ultratop (Flandes)               | 17       |
| Canadá          | Canadian Albums Chart            | 12       |
| Escocia         | Scottish Albums Chart            | 3        |
| España          | Top 100 Álbumes                  | 28       |
| Eslovaquia      | SK Albums Top 100                | 15       |
| Estados Unidos  | Billboard 200                    | 14       |
| Estados Unidos  | Billboard Top Rock Albums        | 4        |
| Finlandia       | Suomen virallinen lista          | 10       |
| Francia         | French Albums Chart              | 33       |
| Hungría         | Top 40 Album                     | 24       |
| Irlanda         | IRMA Charts                      | 7        |
| Italia          | Top 100 Artisti                  | 23       |
| Noruega         | VG-lista                         | 9        |
| Nueva Zelanda   | Official New Zealand Music Chart | 7        |
| Países Bajos    | Dutch Top 100 Album              | 29       |
| Polonia         | Polish Music Charts              | 9        |
| Portugal        | AFP Chart                        | 32       |
| Reino Unido     | UK Albums Chart                  | 3        |
| República Checa | CZ Albums Top 100                | 2        |
| Suecia          | Sverigetopplistan                | 12       |
| Suiza           | Schweizer Hitparade              | 7        |

| País    | Lista (2017)       | Posición |
| ------- | ------------------ | -------- |
| Bélgica | Ultratop (Valonia) | 175      |

## Certificaciones discográficas
| País        | Organismo certificador | Certificación | Ventas certificadas | Ref.   |
| ----------- | ---------------------- | ------------- | ------------------- | ------ |
| Reino Unido | BPI                    | Plata         | 60 000              | [ 22 ] |

## Músicos
- Robert Plant: voz
- Justin Adams: guitarra
- Liam Tyson: guitarra y coros
- Billy Fuller: bajo y coros
- John Baggott: teclados
- Dave Smith: batería
- Seth Lakeman: viola y fiddle
- Redi Hasa: violoncello